# Tina Hermann
Tina Hermann (ur. 5 marca 1992 w Ehringshausen) – niemiecka skeletonistka, pięciokrotna zdobywczyni miejsca na podium klasyfikacji generalnej Pucharu Świata, złota medalistka mistrzostw świata juniorów w Sankt Moritz, dwukrotna medalistka mistrzostw Europy, dziewięciokrotna medalistka mistrzostw świata.

## Kariera

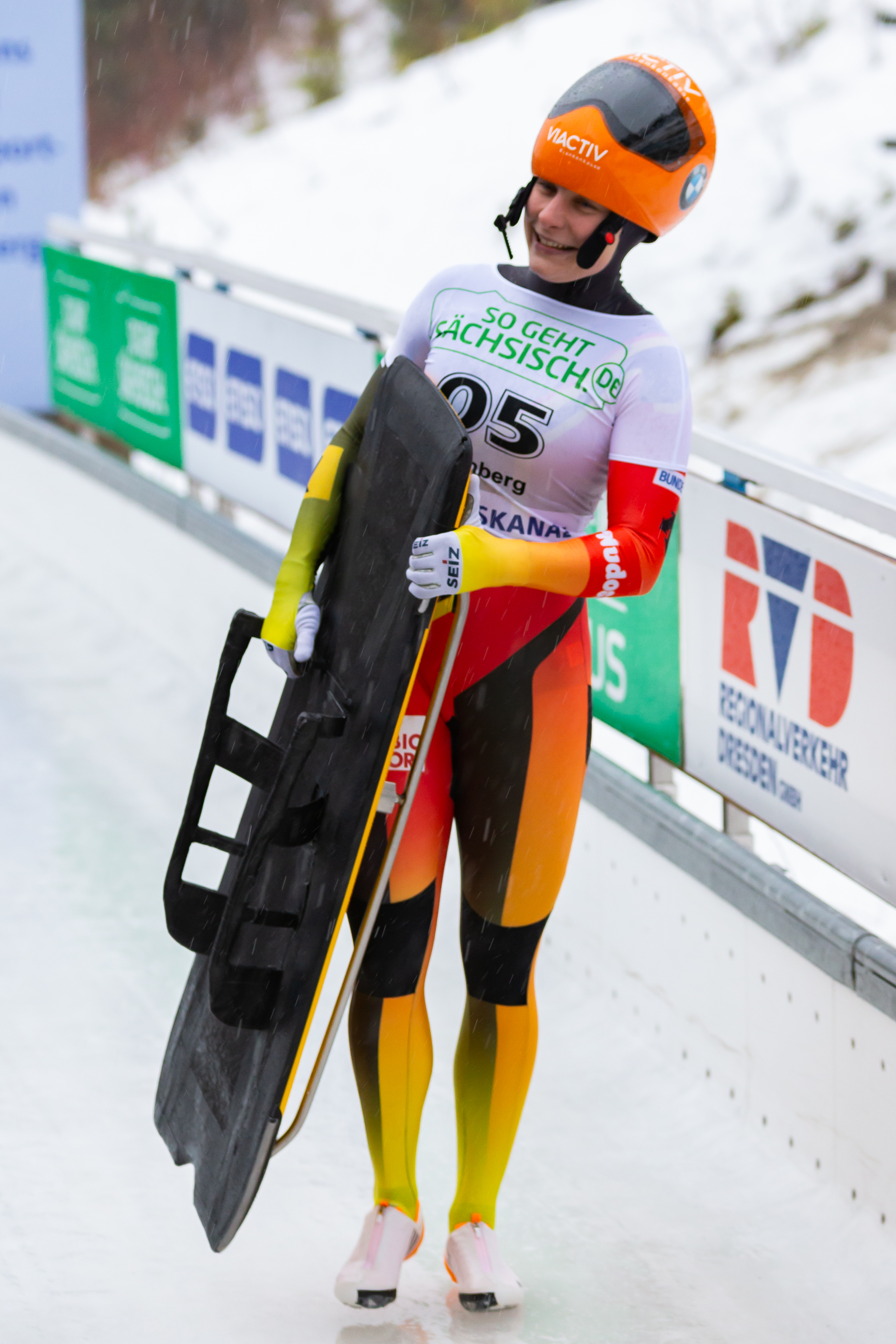
Tina Hermann podczas Mistrzostw Niemiec w skeletonie. 22 grudnia 2018 r.

Pierwszy sukces w karierze osiągnęła w 2015 roku, kiedy wspólnie z kolegami i koleżankami z reprezentacji zdobyła złoty medal w zawodach drużynowych na mistrzostwach świata w Winterbergu. Wynik ten Niemcy z Hermann w składzie powtórzyły podczas rozgrywanych rok później mistrzostw świata w Igls. Na tej samej imprezie Hermann zwyciężyła w skeletonie, wyprzedzając Austriaczkę Janine Flock i Rosjankę Jelenę Nikitiną. W zawodach Pucharu Świata zadebiutowała 12 grudnia 2014 roku w Lake Placid, zajmując czwarte miejsce. Na podium po raz pierwszy stanęła tydzień później w Calgary, gdzie była trzecia. Zdobywając złote medale na mistrzostwach świata w 2016 i 2019 roku oraz srebrny medal w 2017 roku, została wraz ze Szwajcarką Mayą Pedersen najbardziej utytułowaną skeletonistką mistrzostw świata w rywalizacji indywidualnej. Wystartowała na igrzyskach olimpijskich w Pjongczangu, gdzie zajęła 5. lokatę. W lutym 2020 roku podczas mistrzostw świata w Altenbergu zdobyła kolejny złoty medal w rywalizacji indywidualnej, jednocześnie broniąc tytuł zdobyty przed rokiem. Rok później, podczas kolejnego czempionatu w Altenbergu, zdobyła złote medale zarówno w rywalizacji indywidualnej, jak i w drużynie.